# Степок (Обуховский район)
Степок (укр. Степок) — село, входит в Обуховский район Киевской области Украины.
Население по переписи 2001 года составляло 165 человек. Почтовый индекс — 08700. Телефонный код — 4572. Занимает площадь 0,175 км². Код КОАТУУ — 3223186002.

## Местный совет
08730, Київська обл., Обухівський р-н, с. Мала Вільшанка, вул. Шевченка, 1в, тел. 3-22-47; 3-22-19  (укр.)